# Новочеркаський район
Новочеркаський район Ростовської області — адміністративно-територіальна одиниця, що існувала в РРФСР у 1926-1930 роках та у 1944⁣ — 1963 роках.

## Історія

### Донський округ
Новочеркаський район існував з 1926 по 1930 року в складі Донського округу

### Ростовська область
Новочеркаський район, з центром у місті Новочеркаськ, було утворено у 1944 році у складі Ростовської області. До нього увійшла територія скасованого Кривянського району.
Район проіснував до лютого 1963 року, коли він був скасований, а його територія увійшла в Октябрського район Ростовської області.